# قلعه سه کسان

قلعه سه کسو

قلعه سه کسان (به لکی و لری: سه کسو) نام قلعه‌ای در شهرستان دره‌شهر است. این اثر مربوط به دوره ساسانی است و یکی از بزرگترین قلعه‌هایی است که در منطقه‌ای قرار دارد که دسترسی به آن بسیار مشکل است.

## کاربرد و نحوه ساخت
این قلعه از قلوه سنگ و گچ ساخته شده‌است و دیوارها جهت غیرقابل دسترس بودن بر روی صخره‌ها بنا شده‌است این قلعه دارای آب‌انبار به صورت کنده‌کاری صخره‌ها است. قلعه سه کسو جهت کاربرد نظامی بنا شده‌است.